# Ben Chapman
Ben Chapman (født 29. oktober 1925, død 21. februar 2008) var en amerikansk 1,96 meter høj skuespiller, der spillede indfødte i en mængde Hollywood-film, men især er blevet kendt som en af de to skuespillere, der udfyldte titelrollen i den klassiske science fiction/horror-film Uhyret fra den sorte lagune (1954).
Han spillede uhyret i de scener, hvor det færdes på landjorden (undervandsscenerne blev håndteret af mestersvømmeren Ricou Browning).
Ben Chapman voksede op i Tahiti men flyttede i 1940 til USA, hvor han var født i Oakland, Californien.
Blandt Ben Chapmans øvrige film må fremhæves Esther Williams-musicalen Pagan Love Song (1950).